# Australian Open 2021 - Doppio maschile in carrozzina
Alfie Hewett e Gordon Reid erano i detentori del titolo e lo hanno difeso, battendo in finale Stéphane Houdet e Nicolas Peifer con il punteggio di 7–5, 7–6(3).

## Teste di serie
1. Alfie Hewett /  Gordon Reid (campioni)

1. Stéphane Houdet /  Nicolas Peifer (finale)

## Tabellone

### Legenda
| - Q = Qualificato - WC = Wild card - LL = Lucky loser | - ALT = Alternate - SE = Special Exempt - PR = Protected Ranking | - w/o = Walkover - r = Ritirato - d = Squalificato |

|  | Semifinali | Semifinali                       | Semifinali                     | Semifinali | Semifinali |  |  | Finale | Finale                         | Finale                         | Finale | Finale |  |
|  |            |                                  |                                |            |            |  |  |        |                                |                                |        |        |  |
|  | 1          | Alfie Hewett Gordon Reid         | 6                              | 4          | [10]       |  |  |        |                                |                                |        |        |  |
|  |            | Gustavo Fernández Shingo Kunieda | 1                              | 6          | [7]        |  |  | 1      | Alfie Hewett Gordon Reid       | Alfie Hewett Gordon Reid       | 7      | 7      |  |
|  |            | Joachim Gérard Ben Weekes        | Joachim Gérard Ben Weekes      | 4          | 2          |  |  | 2      | Stéphane Houdet Nicolas Peifer | Stéphane Houdet Nicolas Peifer | 5      | 6(3)   |  |
|  | 2          | Stéphane Houdet Nicolas Peifer   | Stéphane Houdet Nicolas Peifer | 6          | 6          |  |  |        |                                |                                |        |        |  |